# Labastide-Cézéracq
Labastide-Cézéracq ist eine französische Gemeinde mit 582 Einwohnern (Stand 1. Januar 2022) im Département Pyrénées-Atlantiques in der Region Nouvelle-Aquitaine (vor 2016: Aquitanien). Die Gemeinde gehört zum Arrondissement Pau und zum Kanton Artix et Pays de Soubestre (bis 2015: Kanton Arthez-de-Béarn).
Die Bewohner werden Labastidiens oder Labastidiennes und Cézéracquois oder Cézéracquoises genannt.

## Geographie
Labastide-Cézéracq liegt ca. 20 km nordwestlich von Pau in der historischen Provinz Béarn.
Umgeben wird der Ort von den Nachbargemeinden:
| Artix      | Labastide-Monréjeau                         |         |
| Bésingrand | Kompassrose, die auf Nachbargemeinden zeigt | Denguin |
|            | Abos Tarsacq                                |         |

Labastide-Cézéracq liegt im Einzugsgebiet des Flusses Adour. Der Gave de Pau, ein Nebenfluss des Adour, strömt zusammen mit einem seiner Zuflüsse, der Laulouze, durch das Gebiet der Gemeinde.

## Geschichte
Die Gründung der Gemeinde fand vermutlich in der gallorömischen Epoche statt. Die geografische Lage am Ufer des Gave begünstigte den Ackerbau und sorgte für ein schnelles Wachstum der Bevölkerung. Bei der Volkszählung im Béarn im Jahr 1385 wurden in Labastide-Cézéracq 40 Haushalte verzeichnet und vermerkt, dass der Ort zur Bailliage von Pau gehörte. Außer den Haushalten eines Pfarrers und eines Kaplans wurden auch Cagots gezählt, Angehörige einer Personengruppe, die vom 13. bis weit ins 19. Jahrhundert hinein in Spanien und Frankreich diskriminiert und weitgehend vom gesellschaftlichen Leben ausgeschlossen waren. Die Grundherrschaft der Familie Saint-Aulaire de Cesserac war 1385 etabliert. Vom 18. bis zum Ende des 19. Jahrhunderts beeinflusste die Rosenkranzbruderschaft das gesellschaftliche Leben der Gemeinde.
Toponyme und Erwähnungen von Labastide-Cézéracq waren:
- Ceserag (12. Jahrhundert, laut Pierre de Marcas Buch Histoire de Béarn),
- Seserag (1286, Gallia Christiana Lescar),
- Cecerac (1344, Notare von Pardies),
- Sezerac (1352, Kopialbuch von Orthez),
- Lo vieler de Seserac (1385, Volkszählung),
- Secerac (1443, Verträge von Carresse),
- La Bastide vialer de Ceserac (1538, Manuskriptsammlung des 16. bis 18. Jahrhunderts),
- La Bastide Cezerac (1750, Karte von Cassini),
- Labastide Ceseracq (1793, Notice Communale) und
- La Bastide-Cézéracq (1863, dictionnaire topographique Béarn-Pays basque).[3][4][5]

Der Zusatz „Labastide“ kam in der ersten Hälfte des 16. Jahrhunderts auf, sicherlich als Hinweis auf die Nachbargemeinde Labastide-Monréjeau, da es in dieser Gemeinde selbst keine Bastide gab.

### Wappen

Wappen von Labastide-Cézéracq

Das Wappen ist in vier Felder eingeteilt und lässt sich folgendermaßen interpretieren.
Die Darstellung links oben zeigt die mittelalterliche Motte von Labastide-Cézéracq, die seit 1345 in den Schriften erwähnt wurde, in einer Zeit als das Dorf rund um Siedlung noch als La Motte de Cesseracq bezeichnet wurde. Auf den heutigen Karten ist die Stätte als La Mouta eingetragen. Die beiden Räder rechts oben und links unten verweisen auf die Wassermühlen, die an einem Kanal neben dem Gave de Pau zwischen Lescar und Artix betrieben wurden. Sie gehörten dem Grundherrn, der im Gegenzug Anrecht auf einen Teil des Mehls hatte. Die Wassermühlen sind u. a. in der Karte von Cassini 1750 eingezeichnet. Das Feld rechts unten zeigt das Wappen des Béarn.

### Einwohnerentwicklung

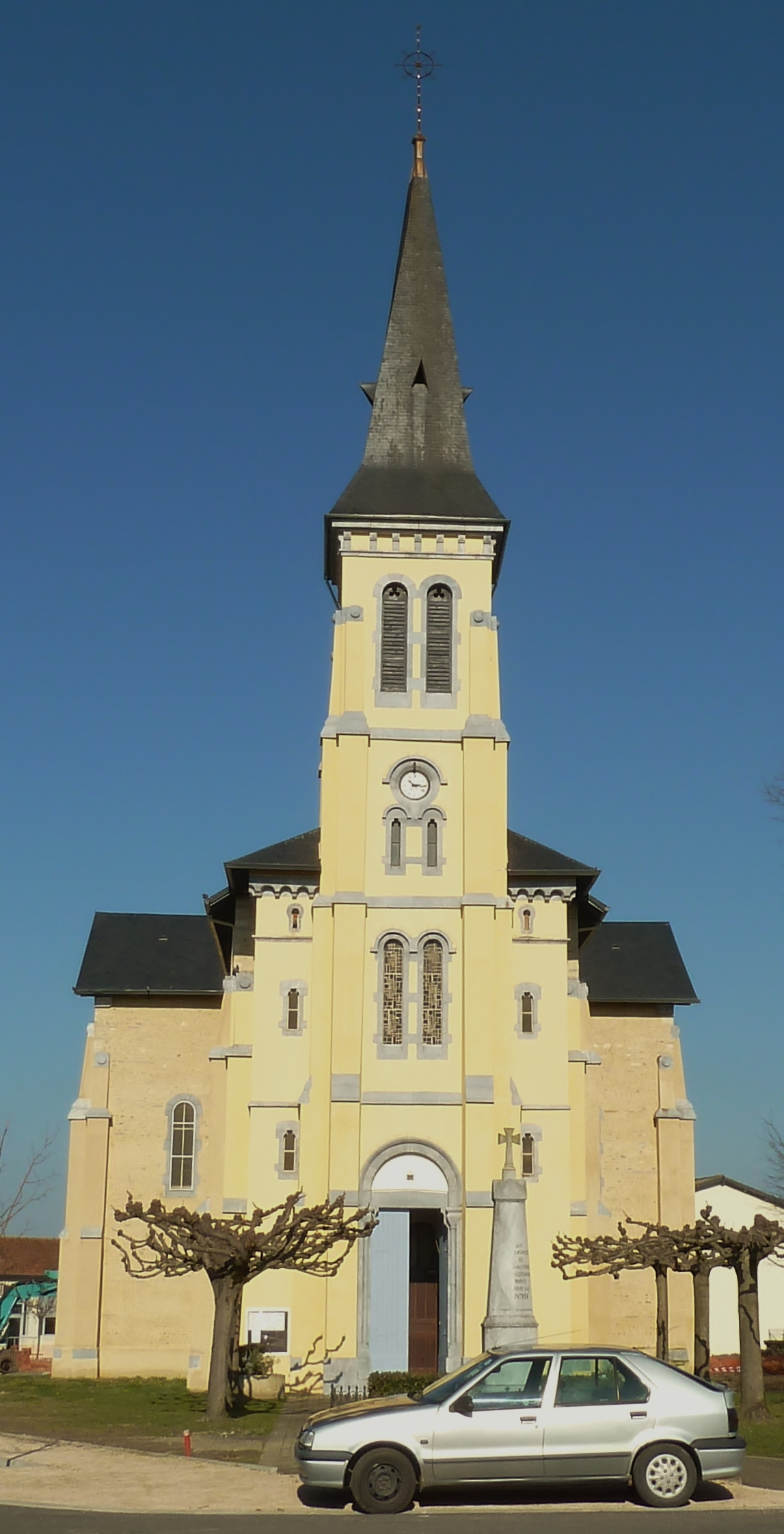
Pfarrkirche Décollation-de-Saint-Jean-Baptiste von Labastide-Cézéracq

Nach einem Höchststand der Einwohnerzahl von 680 in der Mitte des 19. Jahrhunderts ist die Zahl bis zu den 1950er Jahren insgesamt um rund die Hälfte gesunken. In den 1960er Jahren gab es eine kurze Wachstumsphase mit einer Steigerung auf über 400, anschließend eine Reduktion auf unter 400 Einwohner in den 1970er und 1980er Jahren. Seit den 1990er Jahren ist die Größe der Gemeinde wieder stetig auf über 500 Einwohner gewachsen.
| Jahr      | 1962 | 1968 | 1975 | 1982 | 1990 | 1999 | 2006 | 2009 | 2022 |
| --------- | ---- | ---- | ---- | ---- | ---- | ---- | ---- | ---- | ---- |
| Einwohner | 403  | 428  | 382  | 373  | 403  | 450  | 529  | 547  | 582  |

## Sehenswürdigkeiten
- Pfarrkirche von Labastide-Cézéracq, gewidmet der Enthauptung Johannes des Täufers. Die frühere Kirche wurde von 1822 bis 1823 noch vergrößert und ihr Glockenturm repariert, aber am Ende des 19. Jahrhunderts erschien das bisherige, am Eingang des Friedhofs errichtete Gotteshaus als zu klein geworden. Es wurde deshalb auf Initiative des Pfarrers Félix-Frédéric Capdevielle entschieden, einen Neubau rund 100 m von der alten Kirche entfernt hochzuziehen. Nach den Plänen des Architekten Félix Claracq aus Pau entstand die heutige Kirche auf einem Grundriss der Form eines lateinischen Kreuzes mit einem Kirchenschiff. Typisch für die Region ist der Glockenturm über dem Eingangsvorbau mit einem hohen polygonalem, mit Schiefer gedecktem Turmhelm. Das Kircheninnere ist mit einem falschen Kreuzrippengewölbe ausgearbeitet. Die neue Pfarrkirche wurde 1894 von Monsignore Jauffret geweiht. 1923 wurde der Fußboden des Chors mit Marmor ausgelegt.[9][10]

- Schloss Pley. Es wurde zu Beginn des 19. Jahrhunderts auf den Resten eines früheren Schlosses errichtet.[11]

## Wirtschaft und Infrastruktur

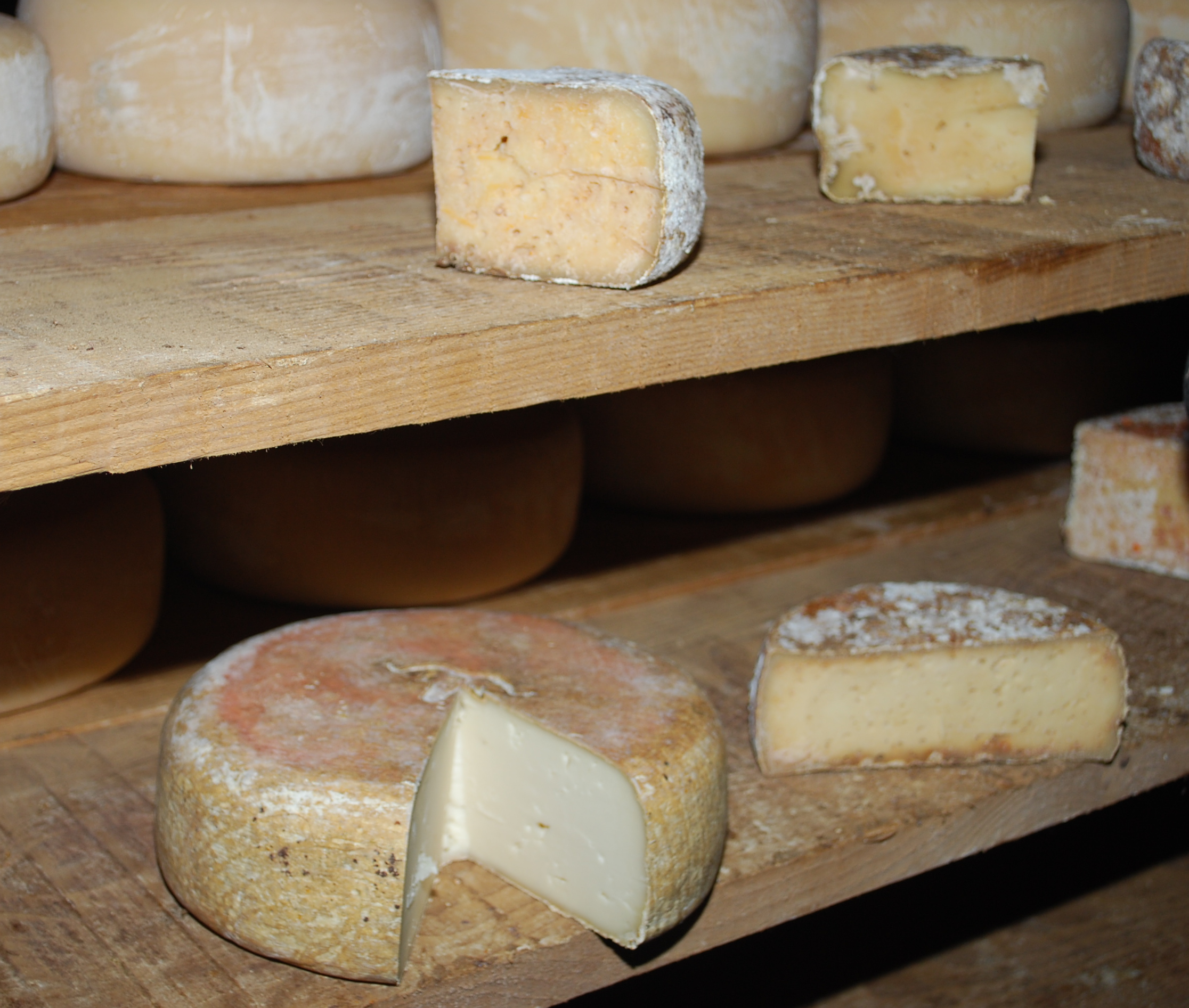
Ossau-Iraty

Die Landwirtschaft ist nicht mehr der wichtigste Wirtschaftsfaktor der Gemeinde, sondern die mit der Nähe zum Industriegebiet von Lacq verbundenen wirtschaftlichen Aktivitäten. Labastide-Cézéracq liegt in der Zone AOC des Ossau-Iraty, eines traditionell hergestellten Schnittkäses aus Schafmilch.

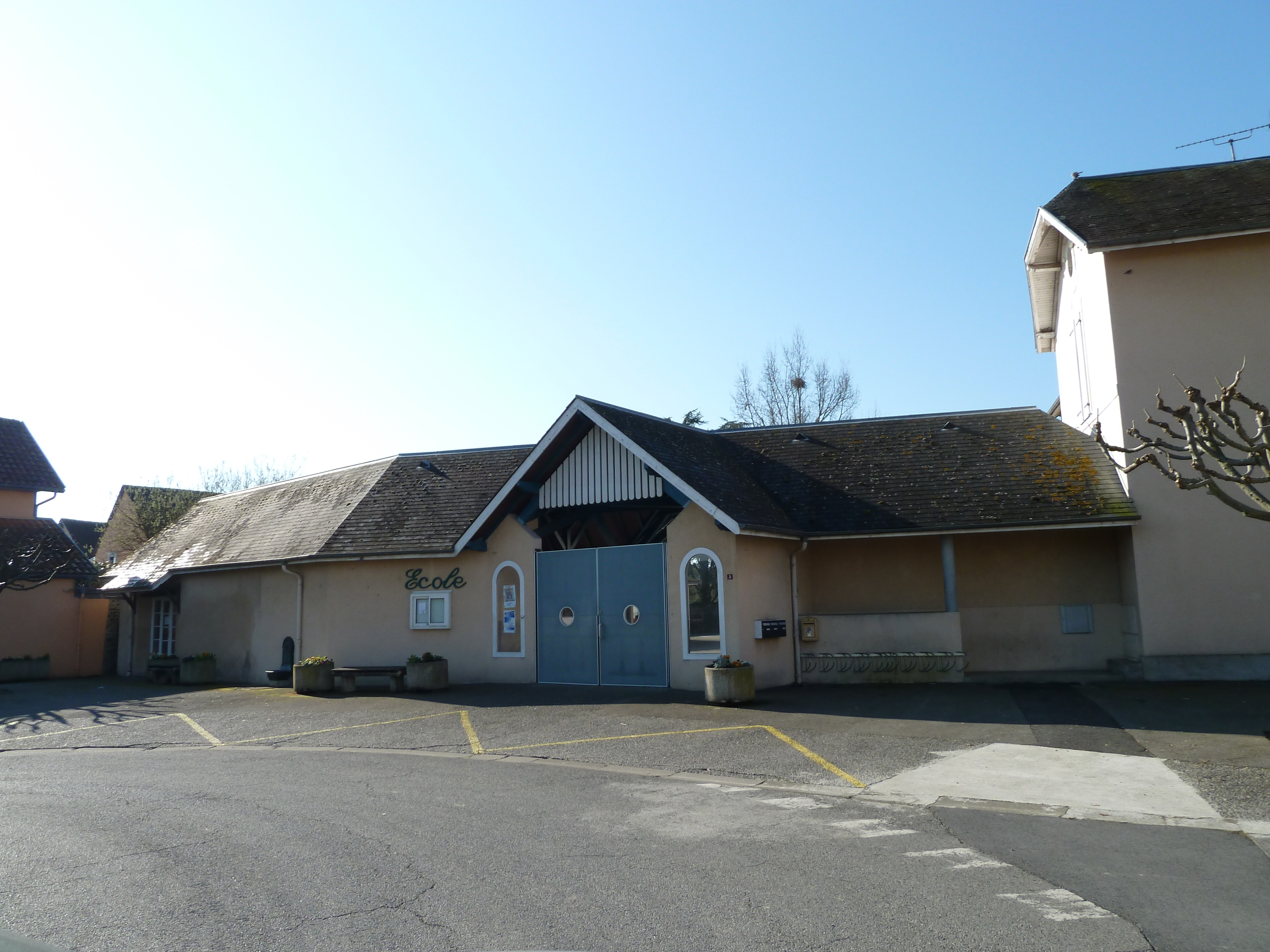
Schule von Labastide-Cézéracq

### Bildung
Die Gemeinde verfügt über eine öffentliche Vorschule.

### Sport und Freizeit
Der Rundweg Berges du Gave von 6,6 km Länge mit leichtem Schwierigkeitsgrad hat seinen Startpunkt an der Pfarrkirche von Labastide-Cézéracq und führt durch das Zentrum der Gemeinde und entlang des Ufers des Gave du Pau.

### Verkehr
Die Gemeinde wird durchquert von der Route départementale 817 (ehemalige Route nationale 117) und ist über eine Linie des Busnetzes Transports 64 mit anderen Gemeinden des Départements verbunden.
Die Eisenbahnstrecke von Pau nach Bayonne durchquert den Ort zu einem kleinen Teil, aber Labastide-Cézéracq verfügt über keinen Haltepunkt.

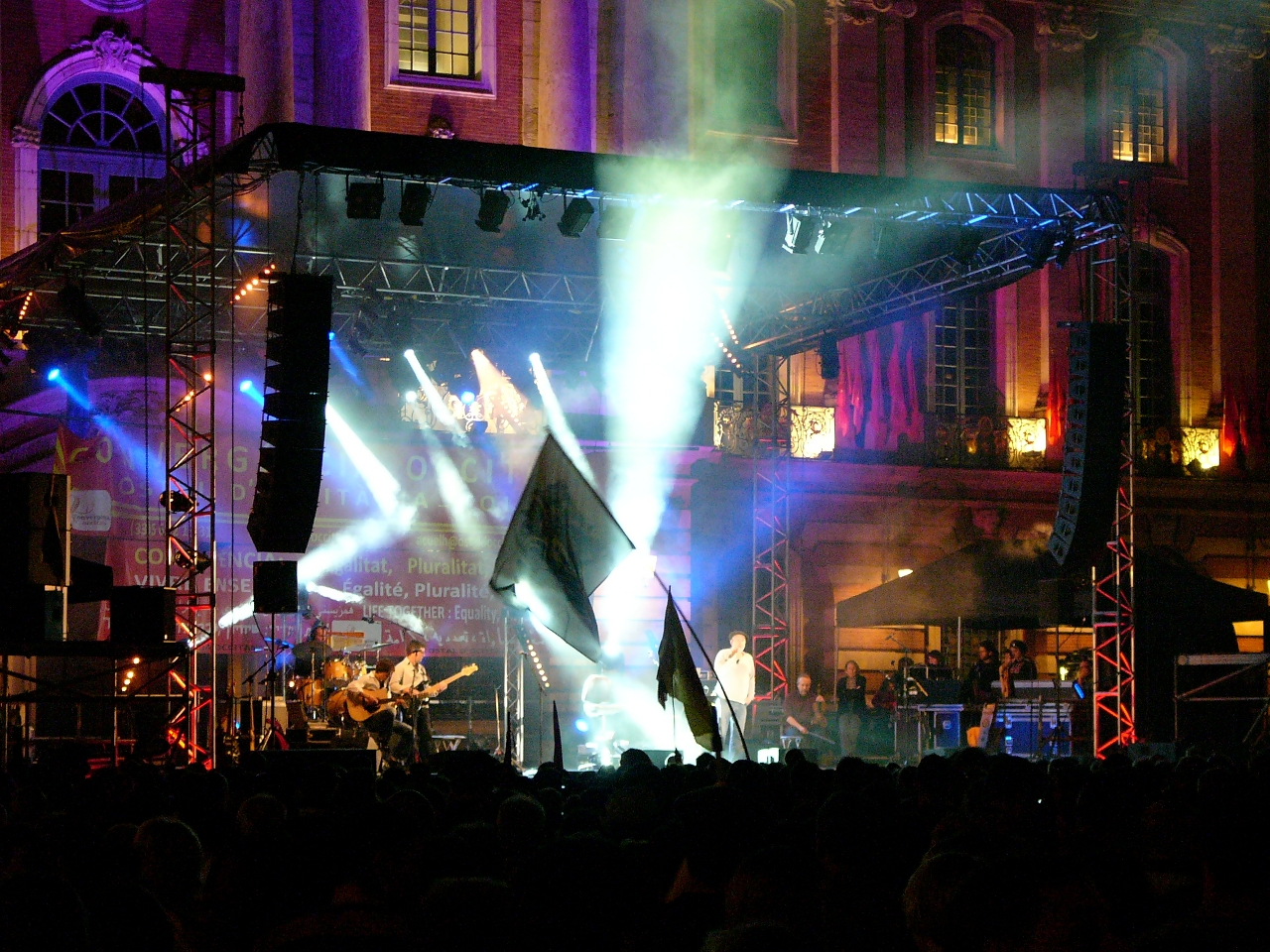
Auftritt der Gruppe Nadau in Tolosa

## Persönlichkeiten
Die Gruppe Nadau oder Los de Nadau ('Weihnachten' oder 'Die von Weihnachten') ist eine Gruppe von Musikern, die 1973 gebildet wurde und ihre Basis in Labastide-Cézéracq hat. Sie zelebrieren die gascognische und okzitanische Sprache und Kultur mit ihrer Musik, traten bereits viermal im Olympia auf und veröffentlichten mehrere LPs, CDs und DVDs.